# Барщевський Ян
Барщевський Ян (біл. Ян Баршчэўскі,пол. Jan Barszczewski, (1794 (за іншими джерелами, 1790) — 11 березня 1851) — білоруський і польський письменник.

## Біографія
Народився в селі Мурагі Полоцького повіту Вітебської губернії в родині дворянського походження. Освіту здобув у Полоцькій єзуїтській академії.
Стояв на ліберально-просвітницьких позиціях. У 1820–1830-х рр. жив у Петербурзі, де очолював гурток білоруських і польських літераторів.
У своїх творах щедро використовував білоруські та українські легенди. 1844 року польськомовний петербурзький журнал «Niezabudka» помістив повість «Дерев'яний Дідок і жінка-комаха». Того ж року вийшов і перший з чотирьох томів найвідомішої його повісті «Шляхтич Завальня». У книзі «Proza i wiersze» (Київ, 1849) з'явилося оповідання «Душа не в своєму тілі».
Тарас Шевченко познайомився з Барщевським 1839 р. Українського поета цікавили білоруські пісні, творчість білоруських літераторів. На зборах гуртка він критикував твори Барщевського за те, що в них мало суто народного елементу, закликав білоруських письменників служити закріпаченому людові, розвивати молоду білоруську літературу в демократичному напрямі. Вплив Шевченка певною мірою позначився на творчості Барщевського, зокрема, останніх років, коли він мешкав в Україні, на Житомирщині.
Творчість Барщевського за його життя залишалася поза увагою критиків, а по його смерті про неї стали згадувати, залічати автора як до польської, так і до білоруської літератури.
У 2019 році мешканцями міста Чуднова, Житомирської області знайдена чавунна надмогильна плита Яна Барщевського, білорусько-польсько-українського письменника, громадського діяча XIX ст., яка підтверджує факт його перебування та поховання у місті. Ця знахідка має велику історичну цінність, на підставі інформації на чавунній плиті можна з великим ступенем достовірності встановити справжню дату його народження — це 1781 рік — та підтвердити дату смерті. [Архівовано 9 травня 2022 у Wayback Machine.]
12 вересня 2020 року в місті Чуднів, Житомирської області відбулося відкриття пам'ятника Яну Барщевському. Це перший у світі пам'ятник цій видатній людині, який встановили саме у Чуднові.  [Архівовано 11 квітня 2022 у Wayback Machine.]